# Alina Barszczewska-Krupa

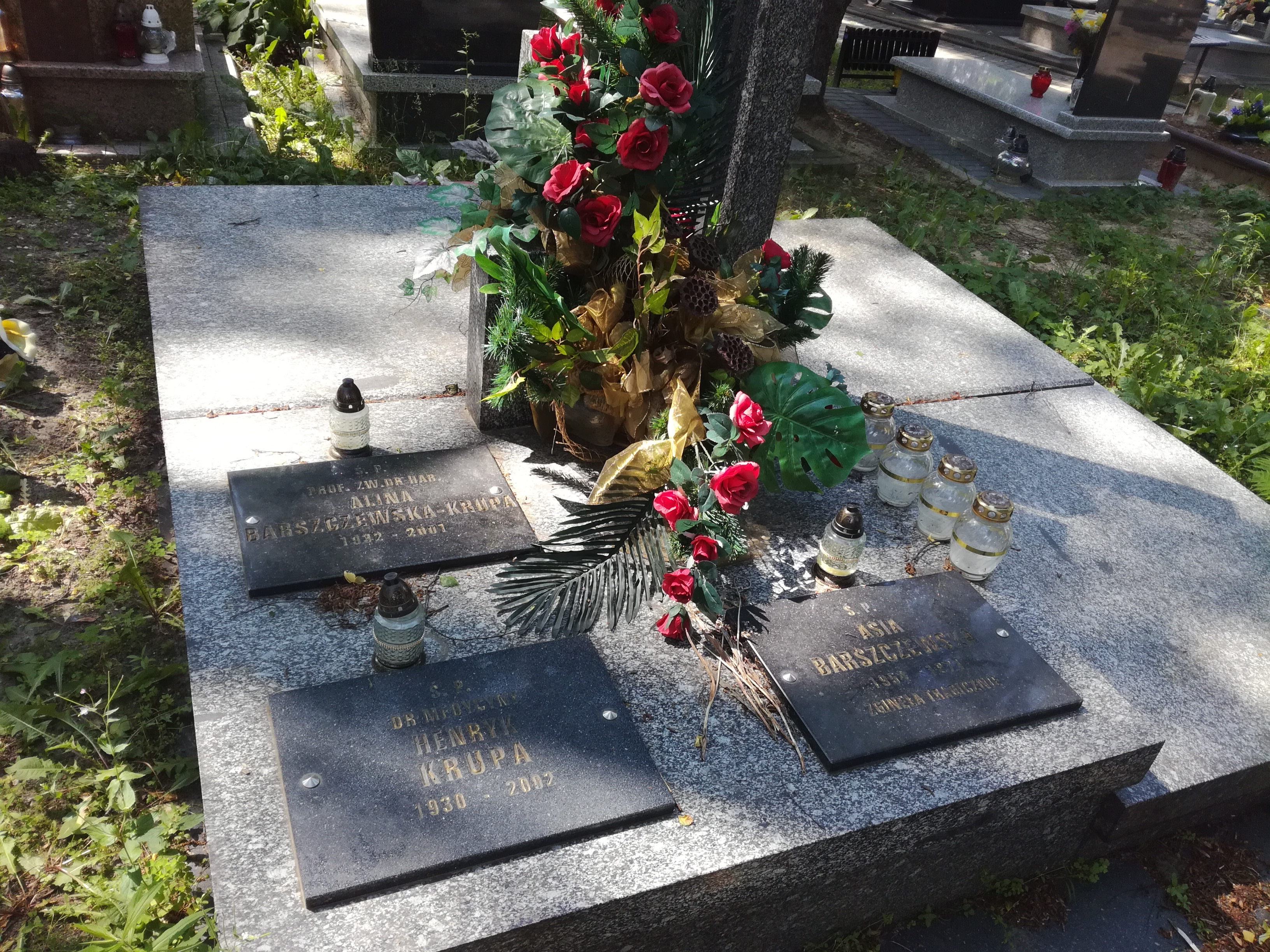
Grób profesor Aliny Barszczewskiej-Krupy na cmentarzu komunalnym Doły

Alina Barszczewska-Krupa (ur. 7 maja 1932 w Radomiu, zm. 10 sierpnia 2001) – polska historyk, profesor, zajmująca się głównie dziejami Wielkiej Emigracji, wykładowca akademicki na Instytucie Historii Uniwersytetu Łódzkiego.

## Życiorys
W czasie II wojny światowej uczęszczała na tajne nauczanie organizowane w Ostrowcu Świętokrzyskim. Tamże, w 1951 zdała egzamin maturalny w liceum im. J. Chreptowicza. W 1951 r. rozpoczęła studia na Wydziale Historycznym Uniwersytetu Warszawskiego, w ich trakcie przeniosła się na Uniwersytet Łódzki. W 1955 r. obroniła pracę magisterską pt. Stagnacja przemysłowa w Łodzi w okresie powstania listopadowego 1830-1831.
Barszczewska-Krupa uzyskała stopień doktora w 1963 r. na podstawie dysertacji: Województwo kaliskie i mazowieckie w powstaniu listopadowym. W 1978 r. uzyskała habilitację na podstawie pracy: Koncepcje przekształceń społeczeństwa polskiego w myśli politycznej Wielkiej Emigracji. W 1979 r. została docentem, w 1985 r. profesorem nadzwyczajnym, a w 1990 r. profesorem zwyczajnym.
W latach 1963–1964 odbyła staż naukowy w Paryżu, który przyczynił się do jej zainteresowania zagadnieniami związanymi z dziejami Wielkiej Emigracji oraz procesami zachodzącymi równolegle na ziemiach polskich. Po obronie pracy habilitacyjnej zajęła się zagadnieniami dotyczącymi roli i funkcjonowania narodowej tradycji, symboliki i mitologii w XIX w. W 1984 r. objęła kierownictwo Interdyscyplinarnego Zespołu Naukowo-Badawczego "3 maja w tradycji i kulturze". W latach 90. XX w. zajęła się badaniami nad funkcjonowaniem mitów i tradycji polskich w wieku XIX. Z jej inicjatywy powstał Interdyscyplinarny Zespół Badań nad Dziejami Tradycji i Mitów Historycznych, którym kierowała przez wiele lat.
Podczas pracy na Uniwersytecie Łódzkim pełniła różnorakie funkcje: dyrektora Instytutu Historii w latach 1983–1984, prodziekana Wydziału Filozoficzno-Historycznego w latach 1976–1981 i dziekana w latach 1987–1990. Ponadto pełniła funkcję kierownika Katedry Historii Polski od 1990 r.
Pochowana na łódzkim cmentarzu komunalnym Doły (kw. XIB-12-19).

## Ordery, odznaczenia i nagrody
- Krzyż Kawalerski Orderu Odrodzenia Polski (1980),
- Złoty Krzyż Zasługi (1972),
- Odznaka Honorowa Miasta Łodzi (1963),
- Odznaka 1000-lecia Państwa Polskiego (1966),
- Odznaka Honorowa Województwa Łódzkiego (1967),
- Złota Odznaka UŁ (1974),
- Medal "Uniwersytet Łódzki w Służbie Społeczeństwu i Nauce" (1978),
- nagrody ministerialne za działalność naukowo-badawczą (1966, 1977, 1980, 1981).